# 施光訓
施光訓，台灣彰化人，為金融學者、財務金融學教授，現為中信金融管理學院 校長 、中信國際學校系統執行長、國立臺北大學金融暨合作經營學系兼任教授、中央警察大學刑事警察學系兼任教授、中信銀行董事、中華管理績效評鑑學會理事長。
其學歷為國立台灣海洋大學食品加工系學士、美國伊利诺伊大学厄巴纳-香檳分校財金研究所碩士、美國諾瓦大學財務金融所博士，研究領域為智慧金融與金融營運管理；曾先後擔任中國文化大學教務長、國際長、財務金融學系暨研究所教授兼系主任、行政院訴願委員會委員、稻江科技暨管理學院校長。

## 生涯
曾擔任中國文化大學教務長，2012年起擔任稻江科技暨管理學院校長，為改善學校招生狀況，導入企業資源，學校重新定義為「企業大學」，並成立幼教、美容時尚、廚藝等實務教學科系與研究所碩士班。
2015年轉任興國管理學院校長，當時興國管理學院因為財務問題面臨教育部輔導退場的危機，引入中信金控之資金，雖一度因師資問題遭教育部下令停止進修部招生，但在重新提出學校改善計畫並將學校申請更名為中信金融管理學院後，獲得教育部同意轉型
改名後招生；重組後的中信金融管理學院，縮小規模僅設立財務金融學系、財經法律學系、企業管理學系三個學系，隨後增設台灣第一所人工智慧學系（AI系），金融管理研究所，法律研究所，科技金融研究所，
智慧金融研究所博士班。2016年獲得Cheers快樂工作人雜誌評選為「國內Top 20辦學卓越的大學」與新興小型大學第一名肯定。